# اینوگیمز
اینوگیمز (انگلیسی: InnoGames) شرکت بازی ویدئویی آلمانی است، که در سال ۲۰۰۷ تأسیس شد.